# Carlos Trucco
Carlos Leonel Trucco Medina, mais conhecido como Carlos Trucco (Córdoba, 11 de agosto de 1957) é um treinador de futebol e ex-futebolista boliviano nascido na Argentina, que atuava como goleiro. Atualmente, está sem clube.

## Carreira
Trucco iniciou a carreira profissional em 1977, jogando pelo Unión de Santa Fe. Pelos Tatengues, ele disputou 55 partidas até 1981. Seu desempenho chamou a atenção do tradicional Vélez Sarsfield, porém disputou apenas 3 jogos.
Sem chances no Vélez, o goleiro voltaria ao Unión em 1984, mas ele também não foi feliz no seu retorno ao time que o projetou: foram 4 partidas disputadas. Então, Trucco foi para o Estudiantes de Rio Cuarto, onde atuou 9 vezes, todas em 1985. No ano seguinte, El Loco se mudou para a Bolívia para atuar no Destroyers. Após jogar por Bolívar e Oriente Petrolero, foi contratado pelo Deportivo Cali, onde chegou a revezar a titularidade com um ainda jovem Faryd Mondragón. Deixou o Deportivo em 1991.
Aos 34 anos, o goleiro retornou à Bolívia para atuar novamente com a camisa do Bolívar. Permaneceria até 1994 na agremiação, assinando com o Pachuca (México). Voltaria novamente ao Bolívar em 1996, encerrando sua carreira no Cruz Azul, também do México, aos 39 anos de idade.

## Seleção
Após obter a cidadania boliviana, Trucco estreou na Seleção em 1989 já veterano (31 anos), mas não esteve na Copa América sediada pelo Brasil.
Participou da fracassada tentativa de classificar seu país para a Copa de 1990, mas esteve no Mundial dos Estados Unidos. Contra a poderosa Alemanha, El Loco (que usou uma viseira devido ao calor que fazia durante o jogo) fechou o gol como quis, mas não conseguiu evitar o gol de Jürgen Klinsmann. Atuou também contra a Espanha e a Coreia do Sul. Durante a competição, Trucco, que já era titular nas eliminatórias, manteve a posição, deixando o também experiente Darío Rojas (também argentino de nascimento) e o jovem Marcelo Torrico na reserva.
Ele também atuou em duas edições da Copa América, em 1995 (eliminação para o Uruguai nas quartas-de-final) e 1997, quando já estava aposentado em nível clubístico e, ainda assim, foi titular e vice-campeão do torneio.

## Carreira de treinador
Estreou como técnico em 2000, comandando o Veracruz. Trucco esteve à frente da Seleção Boliviana durante as eliminatórias para a Copa de 2002, assumindo o cargo em outubro de 2001 quando o país já não tinha mais chances de classificação, mesmo obtendo uma expressiva vitória por 3 a 1 sobre o Brasil, que surpreendeu o próprio ex-goleiro.
Seus últimos trabalhos foram também em equipes mexicanas - Celaya, em 2002, e Pachuca, em 2003.

## Títulos
Seleção Boliviana
- Copa América de 1997: 2º Lugar

Unión de Santa Fe
- Liga Santafesina de Fútbol: 1979

Estudiantes de Río Cuarto
- Liga regional de Fútbol de Río Cuarto: 1985

Bolívar
- Campeonato Boliviano: 4 (1991, 1992, 1994 e 1996)
- Copa Aerosul: 1989

Oriente Petrolero
- Campeonato Boliviano: 1990

Cruz Azul
- Copa México: 1996–97